# Varanus reisingeri
Varanus reisingeri este o specie de reptile din genul Varanus, familia Varanidae, descrisă de Eidenmüller și Wicker în anul 2005. Conform Catalogue of Life specia Varanus reisingeri nu are subspecii cunoscute.